# Élections législatives de 1871 en Ille-et-Vilaine
Les élections législatives françaises de 1871 se déroulent les 8 février et 2 juillet 1871. Dans le département d'Ille-et-Vilaine, douze députés sont à élire dans le cadre d'un scrutin de liste majoritaire.
Des élections complémentaires se tiennent le 2 juillet 1871.
Elles sont organisées pour pourvoir les postes vacants du fait des candidatures multiples, des démissions ou des décès qui se sont produits entretemps.

## Contexte
Elles ont élu l'Assemblée nationale, chambre unique du parlement français en application de la convention d'armistice signée entre la France et l'Empire allemand le 28 janvier.

## Mode de scrutin
Ces élections se sont déroulées au scrutin de liste majoritaire départemental à un tour, en reprenant l'essentiel des dispositions de la loi électorale du 15 mars 1849 : la liste arrivée en tête remporte l'intégralité des sièges à pourvoir dans le département. Les candidatures multiples sont autorisées : un même candidat peut se présenter dans plusieurs départements différents.

## Élections du 8 février

### Liste d'Union «Ordre et liberté»
Elle regroupe les comités conservateurs royalistes du département.
| N° | Candidats | Candidats                 | Parti            | Principales fonctions                                                               |
| -- | --------- | ------------------------- | ---------------- | ----------------------------------------------------------------------------------- |
| 01 |           | Louis Jules Trochu        | Orléan.          | Président du Gouvernement de la Défense nationale. Général de division.             |
| 02 |           | Adolphe Thiers            | Orléaniste       | Ancien ministre, député. Avocat.                                                    |
| 03 |           | Vincent Audren de Kerdrel | Légit.           | Ancien député, conseiller général. Journaliste.                                     |
| 04 |           | Théophile Bidard          | Orléan.          | Ancien député, ancien maire de Rennes. Juriste, professeur de droit.                |
| 05 |           | Arthur de La Borderie     | Légit.           | Conseiller général de Vitré-Est. Archiviste paléographe.                            |
| 06 |           | René Brice                | Rép conservateur | Adjoint au maire de Rennes. Avocat.                                                 |
| 07 |           | Émile Carron              | Légit.           | Conseiller municipal de La Mézière. Colonel.                                        |
| 08 |           | Armand Huchet de Cintré   | Légit.           | Conseiller général de Montfort-sur-Meu. Propriétaire.                               |
| 09 |           | Félix du Temple           | Légit.           | Conseiller général de Montfort-sur-Meu. Capitaine de frégate.                       |
| 10 |           | Louis Grivart             | Orléan.          | Pas de mandat. Avocat, professeur de droit.                                         |
| 11 |           | Henri de Kergariou        | Légit.           | Président du Comice agricole de Saint-Servan, maire de La Gouesnière. Propriétaire. |
| 12 |           | Charles Loysel            | Orléan.          | Pas de mandat. Général de brigade.                                                  |

### Liste du «Comité libéral»
Elle regroupe les comités républicains modérés du département.
| N° | Candidats | Candidats                  | Parti              | Principales fonctions |
| -- | --------- | -------------------------- | ------------------ | --- |
| 01 |           | Adolphe Thiers             | Orléan.            | Ancien ministre, député. Avocat.                                                                                            |
| 02 |           | Louis Jules Trochu         | Orléan.            | Président du Gouvernement de la Défense nationale. Général de division.                                                     |
| 03 |           | Edgard Le Bastard          | Rép.modéré         | Maire de Rennes, président de la chambre de commerce de Rennes. Patron de Tannerie.                                         |
| 04 |           | René Brice                 | Rép conservateur   | Adjoint au maire de Rennes. Avocat.                                                                                         |
| 05 |           | Félix Martin-Feuillée      | Union républicaine | Capitaine de Garde nationale mobile. Avocat.                                                                                |
| 06 |           | Jules Leveillé             | Rép. modéré        | Ancien directeur de cabinet, conseiller municipal du 5e arrondissement de Paris. Professeur à la Faculté de droit de Paris. |
| 07 |           | Théophile Roger-Marvaise   | Rép. modéré        | Pas de mandat. Avocat aux conseils.                                                                                         |
| 08 |           | Amaury Dréo                | Union républicaine | Secrétaire du Gouvernement de la Défense nationale. Avocat.                                                                 |
| 09 |           | Camille Fleuriot de Langle | Orléan.            | Pas de mandat. Capitaine de vaisseau.                                                                                       |
| 10 |           | François-Marie Le Pomellec | Rép conservateur   | Maire de Saint-Servan. Armateur.                                                                                            |
| 11 |           | Charles Émile La Chambre   | Orléan.            | Conseiller municipal de Saint-Malo. Armateur, Banquier.                                                                     |
| 12 |           | Eugène Bouëssel            | Rép. modéré        | Capitaine de Garde nationale mobile. Propriétaire.                                                                          |

### Résultats
En raison des élections multiples (*), ces sièges seront renouvelés le 2 juillet. 
| Candidats                                                  | Candidats                  | Parti            | Groupe              | Premier tour | Premier tour |     |  |  |
| Candidats                                                  | Candidats                  | Parti            | Groupe              | Voix         | %            | Élu |  |  |
| ---------------------------------------------------------- | -------------------------- | ---------------- | ------------------- | ------------ | ------------ | --- |  |  |
|                                                            | Louis Jules Trochu         | Orléan.          | Centre droit        | 106 366      | 96,99        | *   |  |  |
|                                                            | Adolphe Thiers             | Orléaniste       | Centre gauche       | 104 705      | 95,47        | *   |  |  |
|                                                            | René Brice                 | Rép conservateur | Centre gauche       | 102 540      | 93,50        | Oui |  |  |
|                                                            |                            |                  |                     |              |              |     |  |  |
|                                                            | Charles Loysel             | Orléaniste       | Centre droit        | 92 820       | 84,63        | Oui |  |  |
|                                                            | Théophile Bidard           | Orléaniste       | Centre droit        | 90 783       | 82,78        | Oui |  |  |
|                                                            | Émile Carron               | Légitimiste      | Union des droites   | 90 277       | 82,32        | Oui |  |  |
|                                                            | Félix du Temple            | Légitimiste      | Union des droites   | 89 740       | 81,83        | Oui |  |  |
|                                                            | Vincent Audren de Kerdrel  | Légitimiste      | Union des droites   | 89 367       | 81,49        | *   |  |  |
|                                                            | Louis Grivart              | Orléaniste       | Centre droit        | 88 811       | 80,98        | Oui |  |  |
|                                                            | Arthur de La Borderie      | Légitimiste      | Union des droites   | 88 286       | 80,50        | Oui |  |  |
|                                                            | Armand Huchet de Cintré    | Légitimiste      | Union des droites   | 87 999       | 80,24        | Oui |  |  |
|                                                            | Henri de Kergariou         | Légitimiste      | Union des droites   | 87 719       | 79,98        | Oui |  |  |
|                                                            |                            |                  |                     |              |              |     |  |  |
|                                                            | Félix Martin-Feuillée      | Rép.modéré       | Union républicaine  | 21 264       | 19,39        |     |  |  |
|                                                            | Jules Leveillé             | Rép.modéré       | Gauche républicaine |              |              |     |  |  |
|                                                            | Théophile Roger-Marvaise   | Rép.modéré       | Gauche républicaine | 18 235       | 16,63        |     |  |  |
|                                                            | Edgard Le Bastard          | Rép.modéré       | Gauche républicaine | 17 377       | 15,85        |     |  |  |
|                                                            | François-Marie Le Pomellec | Rép conservateur | Centre gauche       | 16 362       | 15,17        |     |  |  |
|                                                            | Amaury Dréo                | Rép.modéré       | Union républicaine  |              |              |     |  |  |
|                                                            | Eugène Bouëssel            | Rép.modéré       | Gauche républicaine |              |              |     |  |  |
|                                                            | Camille Fleuriot de Langle | Orléan.          | Centre gauche       |              |              |     |  |  |
|                                                            | Charles Émile La Chambre   | Orléan.          | Centre gauche       | 10 257       | 9,35         |     |  |  |
|                                                            |                            |                  |                     |              |              |     |  |  |
|                                                            | Hyacinthe-Charles Méaulle  | Rép conservateur | Centre gauche       | 5 082        | 4,63         |     |  |  |
|                                                            | M. Lefort                  |                  |                     |              |              |     |  |  |
|                                                            | M. Fénigan                 | Rép. modéré      |                     |              |              |     |  |  |
|                                                            | Louis Foucqueron           | Rép. modéré      |                     |              |              |     |  |  |
|                                                            | M. Gentilhomme             |                  |                     |              |              |     |  |  |
|                                                            | Pierre Albert de Dalmas    | Bonap.           | Appel au peuple     |              |              |     |  |  |
|                                                            | Auguste Hovius             | Rép.modéré       | Union républicaine  |              |              |     |  |  |
|                                                            | Jules Simon                | Rép conservateur | Centre gauche       |              |              |     |  |  |
|                                                            | Pierre Jouin               | Rép conservateur | Centre gauche       | 1 046        | 0,95         |     |  |  |
|                                                            |                            |                  |                     |              |              |     |  |  |
| Inscrits                                                   | Inscrits                   | Inscrits         | Inscrits            | 142 751      | 100,00       |     |  |  |
| Votants                                                    | Votants                    | Votants          | Votants             | 109 672      | 76,83        |     |  |  |
| Abstention                                                 | Abstention                 | Abstention       | Abstention          | 33 079       | 23,17        |     |  |  |
| Blancs et nuls                                             | Blancs et nuls             | Blancs et nuls   | Blancs et nuls      | ?            |              |     |  |  |
| Exprimés                                                   | Exprimés                   | Exprimés         | Exprimés            | ?            |              |     |  |  |
| Sources : Archives départementales d'Ille-et-Vilaine 3M317 |                            |                  |                     |              |              |     |  |  |

## Élections complémentaires du 2 juillet
- Louis Jules Trochu (Orléaniste), élu dans plusieurs départements, choisit le Morbihan comme terre d'élection.
- Vincent Audren de Kerdrel (Légitimiste), élu dans plusieurs départements, choisit également le Morbihan.
- Adolphe Thiers (Orléaniste), élu dans plusieurs départements, choisit lui la Seine.

Trois sièges sont donc à compléter en Ille-et-Vilaine.

### Liste royaliste d'«Union catholique»
| N° | Candidats | Candidats                   | Parti  | Principales fonctions                 |
| -- | --------- | --------------------------- | ------ | ------------------------------------- |
| 01 |           | Pierre-Paul de La Grandière | Légit. | Ancien Préfet maritime. Vice-amiral.  |
| 02 |           | Mr Jumelais                 | Légit. | Conseiller de Cour d'appel.           |
| 03 |           | Mr du Derzerseul            | Légit. | Commandant de Garde nationale mobile. |

### Liste républicaine du «Drapeau tricolore»
| N° | Candidats | Candidats                | Parti       | Principales fonctions                            |
| -- | --------- | ------------------------ | ----------- | ------------------------------------------------ |
| 01 |           | Ernest Courtot de Cissey | Orléan.     | Ministre de la Guerre. Général de corps d'armée. |
| 02 |           | Théophile Roger-Marvaise | Rép.modéré  | Pas de mandat. Avocat aux conseils.              |
| 03 |           | Pierre Jouin             | Rép conserv | Ancien député (1848-1849). Avocat.               |

### Résultats
| Candidats                                                  | Candidats                   | Parti       | Groupe              | Premier tour | Premier tour |  |
| Candidats                                                  | Candidats                   | Parti       | Groupe              | Voix         | %            |  |
| ---------------------------------------------------------- | --------------------------- | ----------- | ------------------- | ------------ | ------------ |  |
|                                                            | Ernest Courtot de Cissey    | Orléan.     | Centre-droit        | 60 593       | 62,80        |  |
|                                                            | Pierre Jouin                | Rép conserv | Centre gauche       | 52 160       | 54,06        |  |
|                                                            | Théophile Roger-Marvaise    | Rép. modéré | Gauche républicaine | 52 128       | 54,03        |  |
|                                                            | Pierre-Paul de La Grandière | Légit.      | Union des droites   | 44 608       | 46,23        |  |
|                                                            | M. du Dezerseul             | Légit.      | Union des droites   | 43 880       | 45,48        |  |
|                                                            | M. Jumelais                 | Légit.      | Union des droites   | 37 448       | 38,81        |  |
|                                                            |                             |             |                     |              |              |  |
| Inscrits                                                   | Inscrits                    | Inscrits    | Inscrits            | 154 136      | 100,00       |  |
| Votants                                                    | Votants                     | Votants     | Votants             | 96 485       | 62,60        |  |
| Abstention                                                 | Abstention                  | Abstention  | Abstention          | 57 651       | 37,40        |  |
| Blancs et nuls                                             |                             |             |                     |              |              |  |
| Exprimés                                                   | Exprimés                    | Exprimés    | Exprimés            | ?            |              |  |
| Sources : Archives départementales d'Ille-et-Vilaine 3M317 |                             |             |                     |              |              |  |